# Quartier (Turquie)
Pour les articles homonymes, voir Quartier.
Un quartier ou mahalle (prononcé [ma.hal.'lɛ], abrégé mah.) est, dans le système territorial turc l'échelon administratif local relevant d'une municipalité d'échelon supérieur. Il est situé au même niveau que les villages (köy).
Mahalle peut être traduit en français par quartier, bien que ce terme puisse aussi désigner un semt.

## Définition
La loi n°5393 du 3 juillet 2005 sur les municipalités définit les quartiers comme « A l'intérieur des limites d'une municipalité, une unité administrative se trouvant en relation de voisinage avec d'autres montrant parmi leur population, des besoins, des priorités et des particularités similaires. ». Les mahalle sont dirigés par un muhtar et un conseil des anciens.